# Ovocné pivo

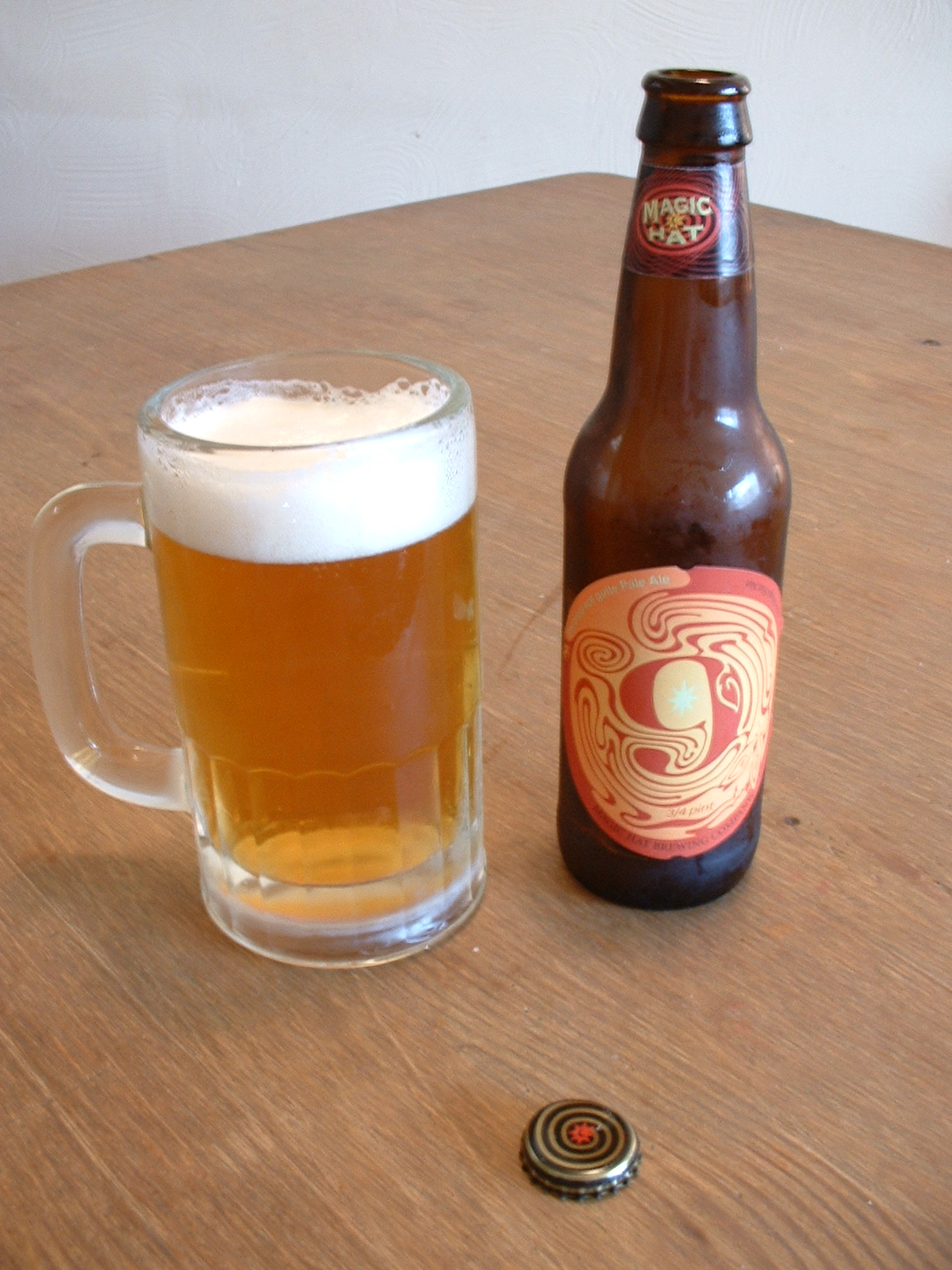
Ovocné pivo společnosti Magic Hat Brewing Company

Ovocné pivo je pivo vařené s ovocným přídavkem nebo příchutí. Tímto způsobem přípravy je dán rozdíl oproti také ovocnému radleru, který je míchaným nápojem.

## Příchuť ovoce
Ovocné plody byly používány jako doplněk piva nebo příchuť po celá staletí, obzvláště u belgických lambik druhů. Třešeň, malina, a broskev jsou jenom obyčejnými dodatky k těmto druhům piva. New Glarus Brewing Company produkuje framboise – malinové pivo.